# Fußball-Club Sachsen Leipzig 1990
El Fußball-Club Sachsen Leipzig 1990 és un club esportiu alemany de la ciutat de Leipzig, Saxònia.

## Història
Les arrels del club les trobem el 1899 amb la fundació del Britannia Leipzig. Una posterior fusió el 1919 amb el FC Hertha 05 Leipzig donà lloc al Leipziger Sportverein 1899. Un altre predecessor fou el SV Tura Leipzig, fundat el 1932 i que el 1938 es fusionà amb el Leipziger per crear el Tura 1899 Leipzig, més tard anomenat SV Tura 1899. Durant la guerra mundial es fusionà breument amb el SpVgg Leipzig formant el KSG Tura / SpVgg Leizig.
Després de la guerra els clubs foren reorganitzats i el descendent del Tura fou el SG Leipzig-Leutzsch. El març de 1949, Leutzsch, SG Lindenau-Hafen, SG Lindenau-Aue, SG Leipzig-Mitte, i SG Böhlitz-Ehrenberg per formar el ZSG Industrie Leipzig, que el mes d'agost esdevingué BSG Chemie Leipzig.
El Chemie fou dissolt el setembre de 1954 quan els seus jugadors foren assignats al Lokomotive Leipzig. El 1963, en una nova reestructuració del futbol alemanys oriental el Lok fou separat i es recreà el BSG Chemie Leipzig. El maig de 1990, adoptà el nom FC Grün-Weiß Leipzig i l'1 d'agost es fusionà amb el FSV Olefine Böhlen, formant el FC Sachsen Leipzig.

## Palmarès
- Lliga de la RDA de futbol: 1951, 1964
- Copa de la RDA de futbol:  1957 (Lokomotive), 1966
- Sachsenpokal:  1993, 1994, 1995, 2005

## Enllaços externs

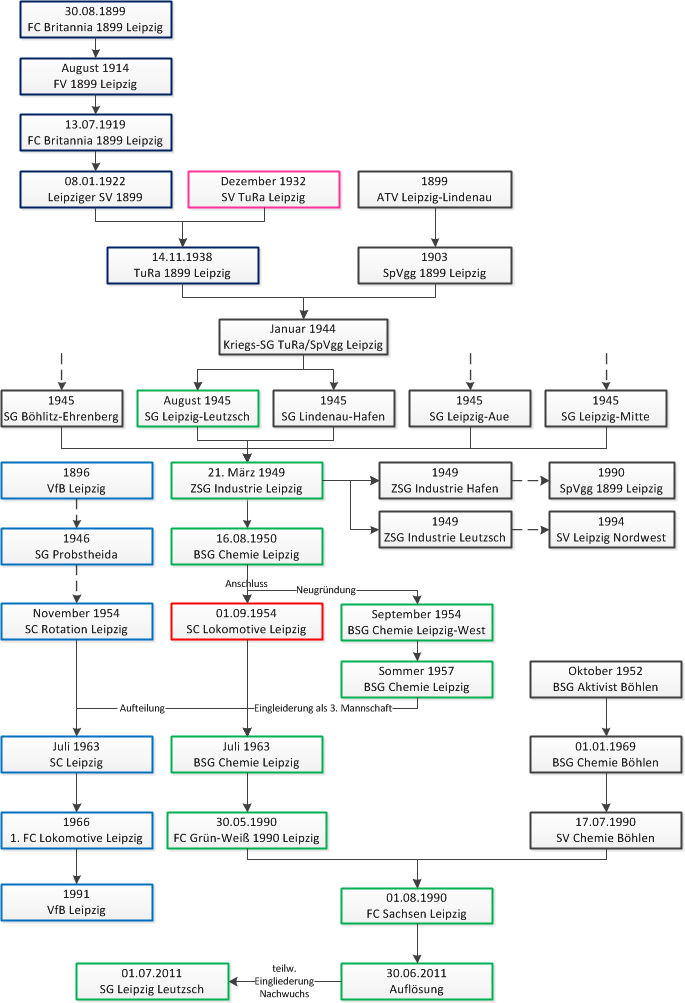
Evolució del futbol a Leipzig.